# Liste der Baudenkmäler in Paderborn-Neuenbeken
Die Liste der Baudenkmäler in Paderborn-Neuenbeken enthält die denkmalgeschützten Bauwerke auf dem Gebiet von Paderborn-Neuenbeken in Nordrhein-Westfalen (Stand: 2011). Diese Baudenkmäler sind in der Denkmalliste der Stadt Paderborn eingetragen; Grundlage für die Aufnahme ist das Denkmalschutzgesetz Nordrhein-Westfalen (DSchG NRW).

| Bild                | Bezeichnung                                       | Lage                                     | Beschreibung             | Bauzeit   | Eingetragen seit  | Denkmal- nummer |
| ------------------- | ------------------------------------------------- | ---------------------------------------- | ------------------------ | --------- | ----------------- | --------------- |
| Hochkreuz           | Hochkreuz                                         | Roncalliplatz 6                          | Hochkreuz                | 1891      | 5. Januar 1990    | 42              |
| Bildstock           | Bildstock                                         | Meierbrede 15                            | Bildstock                | 1759?     | 24. April 1990    | 198a            |
| Bildstock           | Bildstock                                         | Rauenkamp/Nähe Steig 14 Karte            |                          |           | 24. April 1990    | 206             |
| weitere Bilder      | Pfarrkirche St. Marien mit Grabstein und Kruzifix | Roncalliplatz 2 Karte                    | einschiffige Pfarrkirche | um 1200   | 6. Juli 1984      | 207             |
| Bildstock           | Bildstock                                         | Dumach 1 Karte                           |                          | 1720      | 6. Juli 1984      | 208             |
| weitere Bilder      | Hindalskreuz/sogenannter Eiserner Herrgott        | Horner Hellweg/Altenbekener Fußweg Karte |                          | 1886      | 20. Juni 1984     | 210             |
| Ehemaliger Glasofen | Ehemaliger Glasofen                               | Glashüttenstraße 4 Karte                 |                          |           | 3. Juli 1987      | 212             |
| Bildstockgehäuse    | Bildstockgehäuse                                  | Ecke Gogrevenstraße/Dumach Karte         |                          | 1720      | 20. Juni 1984     | 213             |
| Bildstockgebäude    | Bildstockgebäude                                  | Horner Hellweg/Ecke Kreuzweg Karte       |                          |           | 20. Juni 1984     | 214             |
| Mausoleum von Uhden | Mausoleum von Uhden                               | Buchholz (neben Nr. 30) Karte            |                          | 1842–1846 | 20. Juni 1984     | 296             |
| weitere Bilder      | Eisenbahnviadukt                                  | über Duhne (nähe L 755) Karte            |                          |           | 12. Dezember 1987 | 322             |

- Karte mit allen Koordinaten:
- OSM |
- WikiMap